# Marcel-Maurice Carpentier
Marcel-Maurice Carpentier, francoski general, * 2. marec 1895, † 14. september 1977.